# Rapanui (Sprache)
Rapanui oder Pascuense ist eine vom Volk der Rapanui auf der Osterinsel (spanisch Isla de Pascua) benutzte polynesische Sprache der austronesischen Sprachenfamilie. Auf der Insel und dem chilenischen Festland sowie auf Tahiti und in den USA gibt es zwischen 2.500 und 3.500 Rapanui sprechende Menschen.
„Rapanui“ bezeichnet nicht nur die Osterinsel und ihre einheimische Bevölkerung und deren Sprache, sondern bedeutet sinngemäß auch „Nabel der Welt“.

## Klassifikation
Direkt verwandt ist Rapanui mit den Sprachen der ostpolynesischen Untergruppe (Tahitianisch, Marquesanisch, Hawaiisch oder Māori). Viele der heute gültigen Wörter stammen aus dem Tahitianischen. Die Schrift Rongorongo ist wahrscheinlich eine frühe Form des Rapanui, heute wird Rapanui in der lateinischen Schrift geschrieben. Die Sprache umfasst 5 Vokale (a, e, i, o, u) und 10 Konsonanten (h, k, m, n, ng, p, r, t, v und ʻ). Nicht vorhanden sind die in den meisten europäischen Sprachen vorkommenden stimmhaften Plosive ([b, d, g]), Frikative ([x, f, s, ʃ, θ]) und das [l].

## Geschichte
Rapanui bildete sich aus der ursprünglichen polynesischen Sprache während der langen Isolierungsphase nach der Besiedelung der Osterinsel. Bis zur Ankunft der Europäer im 18. Jahrhundert wurde auf der Osterinsel nur Rapanui gesprochen.
Der erste offizielle Rapanui-Unterricht wurde 1975 auf Anordnung des chilenischen Erziehungsministerium durchgeführt. Im folgenden Jahr wurde Rapanui als Unterrichtsfach in der Primarstufe eingeführt. Mit dem sogenannten Ureinwohnergesetz (Gesetz Nr. 19.253) von 1993 gab es erstmals eine Vorschrift zum Schutz, zur Förderung und zur Entwicklung der Kultur und Sprache der Einheimischen. Zudem gründete sich die Nationale Vereinigung für die Entwicklung der Einheimischen (CONADI).

## Grammatik

### Personalpronomen
|   | Singular | Dual                  | Plural      |
| 1 | (ko)au   | incl. taua excl. maua | tātou mātou |
| 2 | koe      | kōrua                 | kōrua       |
| 3 | īa       | rāua                  | rāua        |

## Beispiele

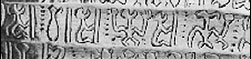
Rongorongo

| Rapanui            | Deutsch                                         |
| ------------------ | ----------------------------------------------- |
| ahu                | zeremonielle Plattform                          |
| akuaku             | Geist, Seele                                    |
| ana hanga koe      | bitte                                           |
| ariki              | Häuptling                                       |
| henua              | Erde, Welt, Land                                |
| ʻiorana            | Willkommen / Auf Wiedersehen (früher ku mao ʻā) |
| ina                | nein                                            |
| kāinga             | Grundstück                                      |
| Ko āi toʻou ingoa? | Wie heißt du?                                   |
| mahina             | Mond                                            |
| maururu            | danke                                           |
| Pehē koe?          | Wie geht’s dir?                                 |
| raʻā               | Sonne                                           |
| rapa               | Zeremonialpaddel                                |
| rangi              | Himmel, Wolke                                   |
| rivariva           | gut                                             |
| rongorongo         | Beter, Bezeichnung für Holzschrifttafeln        |
| tangata            | Mensch, Mann                                    |
| tapu               | heilig, verboten                                |
| tokerau            | Wind                                            |
| vai kava           | Meer                                            |
| katahi             | 1                                               |
| karua              | 2                                               |
| katoru             | 3                                               |
| kahā               | 4                                               |
| karima             | 5                                               |
| kaono              | 6                                               |
| kahitu             | 7                                               |
| kavaʻu             | 8                                               |
| kaiva              | 9                                               |
| kaʻangahuru        | 10                                              |
| kahānere           | 100                                             |
| kapīere            | 1.000                                           |